# Богданов, Валентин Анатольевич
Валенти́н Анатольевич Богда́нов (1933—1996) — советский и российский поэт и журналист, член Союза писателей СССР (1977).

## Биография
Родился в городе Череповец Ленинградской (ныне Вологодской) области. Окончил ФЗО в Кронштадте, работал слесарем. В 1953 году участвовал в освоении целинных земель в Казахстане. В 1954—1957 гг. служил в танковой школе в Казани, затем трудился проходчиком на комбинате «Воркутуголь» в Воркуте. В 1958—1960 гг. — сотрудник газеты «Заполярье» (Воркута), с 1960 — «Череповецкий металлург», «Коммунист».
С 1966 года проживал в Сахалинской области. В 1966—1969 гг. работал в г. Северо-Курильске в газете «Курильский рыбак» журналистом и заведующим отделом промышленности. С 1969 — сотрудник редакции газеты «Звезда» (Поронайск). Закончил заочную Высшую партийную школу Хабаровского отделения при ЦК КПСС на отделении журналистики (1971—1976). В 1972—1979 гг. сначала редактор, а затем директор Сахалинского отделения Дальневосточного книжного издательства, одновременно в 1974—1977 годах заведовал сектором печати Сахалинского обкома КПСС. В 1979—1983 работал представителем газеты «Известия» на Сахалине.
Умер 28 сентября 1996 года в Южно-Сахалинске.

## Творчество
Участник V Всесоюзного совещания молодых писателей в Москве (1969). Стихи его печатались в журналах «Огонёк», «Смена», «Октябрь», «Звезда Востока», «Волга», «Дальний Восток» и других. Стихи «Смирныховская земля», «Сахалин», «Полнолуние, тихий мороз», «Рябины Южно-Сахалинска» и др. положены на музыку.

### Книги
- Берег Отчизны [Стихи]. — Южно-Сахалинск: Дальневост. кн. изд-во : Сахалин. отд-ние, 1969. — 60 с.
- Мир моей любви [Стихи]. — Южно-Сахалинск: Дальневост. кн. изд-во : Сахалин. отд-ние, 1973. — 85 с.
- Бессменное право [Стихи] / предисл. В. Солоухина, худож. Г. Манткава. — Южно-Сахалинск: Дальневост. кн. изд-во : Сахалин. отд-ние, 1976. — 120 с.
- Сердцем прикасаюсь: Стихи. — М.: Советский писатель, 1977. — 79 с.
- По большакам и просёлкам: Стихи / вступ. ст. Н. Тарасова. — Южно-Сахалинск: Дальневост. кн. изд-во : Сахалин. отд-ние, 1986. — 94 с.
- Пока ты есть… : избранные стихотворения. — Южно-Сахалинск: Сахалинское кн. изд-во, 1998. — 92 с. — 300 экз. — ISBN 5-88453-011-0.

### Публикации в периодике
- Радуга / На берегу / Уходят наши матери: стихотворение // Советский Сахалин. — 1967. — 4 июня (№ 130). — С. 4.
- На охоте: стихотворение // Советский Сахалин. — 1967. — 23 июля (№ 173). — С. 4.[2]
- Стланник: стихотворение // Советский Сахалин. — 1969. — 2 февраля (№ 28). — С. 3.
- Парамушир: стихотворение // Огонёк. — 1970. — Февраль (№ 7). — С. 7.
- Отец: стихотворение // Советский Сахалин. — 1970. — 17 мая (№ 115). — С. 3.
- Отцу: стихотворение // Советский Сахалин. — 1971. — 30 мая (№ 131). — С. 4.
- Не уйти...: стихотворение // Советский Сахалин. — 1972. — 27 февраля (№ 49). — С. 3.

## Награды
- Медаль «В ознаменование 100-летия со дня рождения Владимира Ильича Ленина» (1970)